# Podział administracyjny Samoa Amerykańskiego
Według danych United States Census Bureau Samoa Amerykańskie dzieli się na 5 dystryktów, 15 okręgów administracyjnych i 73 miejscowości.

## Dystrykty

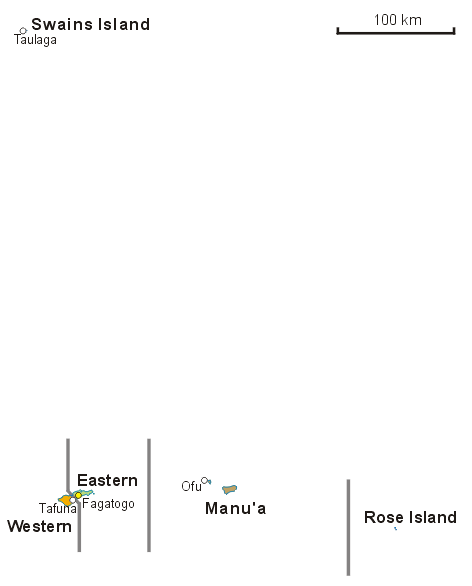
Dystrykty Samoa Amerykańskiego

Samoa Amerykańskie dzieli się na 5 dystryktów:
- Eastern District
- Western District
- Manuʻa
- Rose Island (niezamieszkany atol)
- Swains Island

## Okręgi administracyjne
4 z 5 dystryktów dzieli się na 15 okręgów administracyjnych (ang. counties):

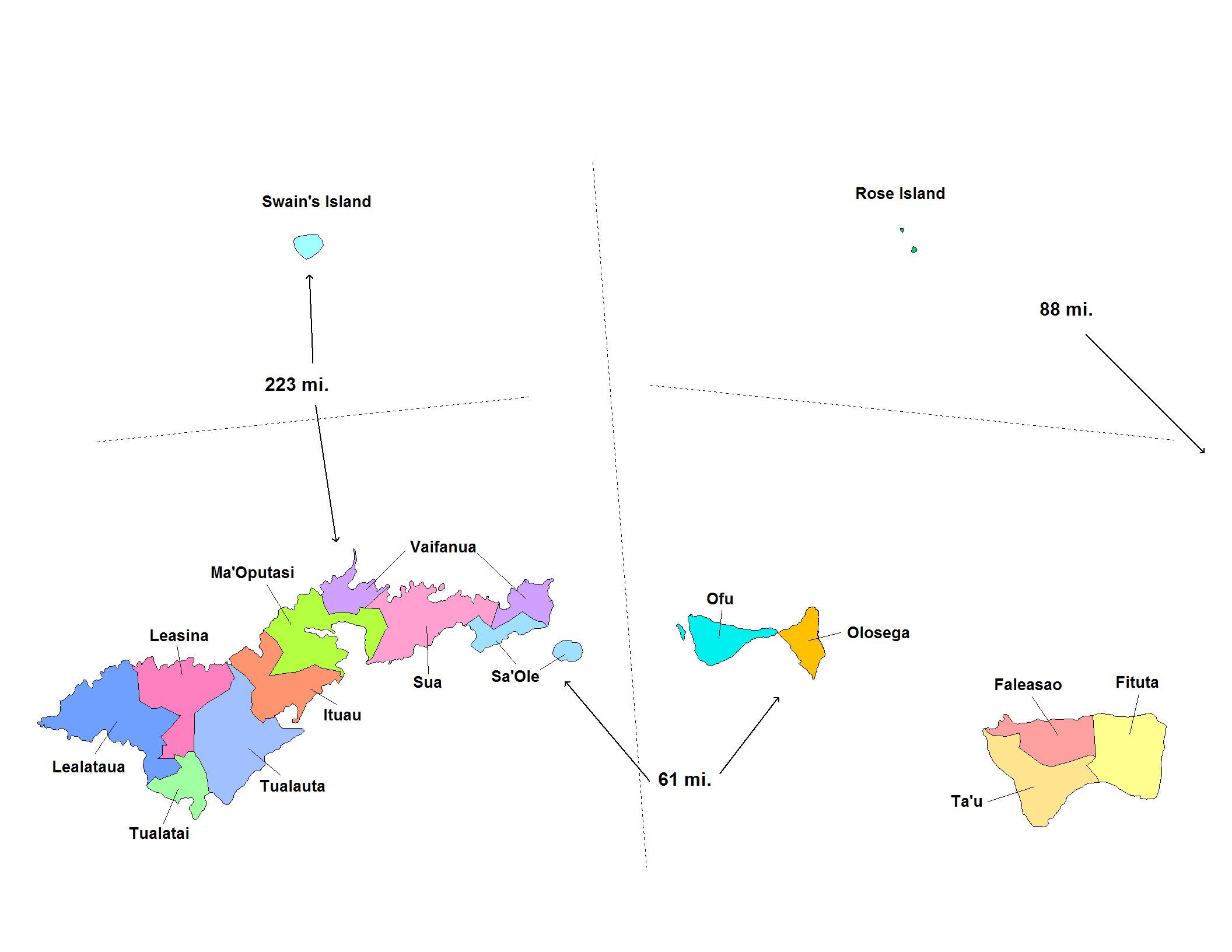
Okręgi administracyjne Samoa Amerykańskiego

- Eastern District
  - Ituau County
  - Maʻoputasi County
  - Saʻole County
  - Sua County
  - Vaifanua County

- Western District
  - Lealataua County
  - Leasina County
  - Tualatai County
  - Tualauta County

- Manuʻa
  - Faleasao County
  - Fitiuta County
  - Ofu County
  - Olosega County
  - Taʻu County

- Swains Island
  - Swains Island

## Miejscowości

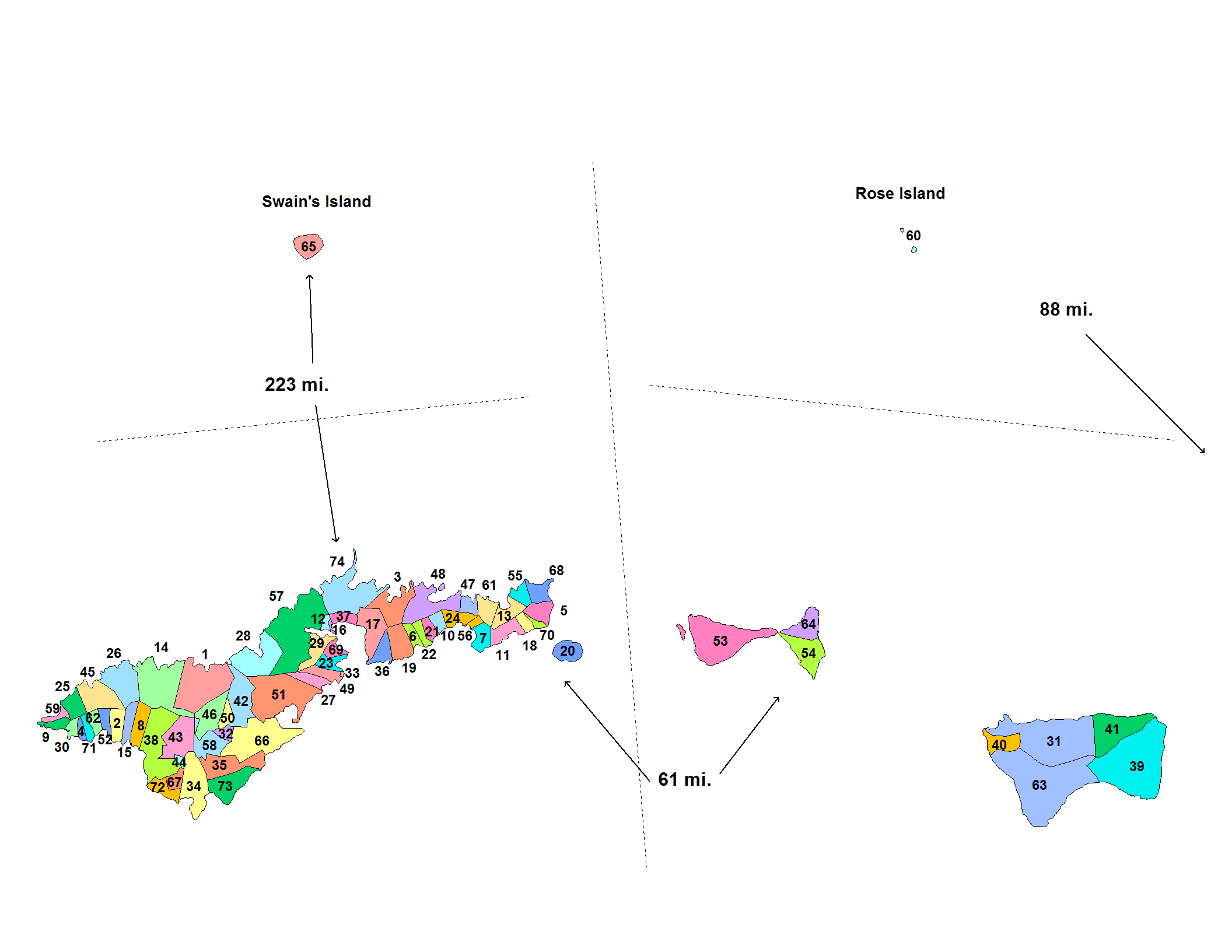
Miejscowości Samoa Amerykańskiego

| 1. Aasu 2. Afao 3. Afono 4. Agugulu 5. Alao 6. Alega 7. Alofau 8. Amaluia 9. Amanave 10. Amaua 11. Amouli 12. Anua 13. ʻAoa 14. Aoloau 15. Asili 16. Atuʻu 17. Aua 18. Auasi 19. Aumi | 1. Aunuʻu 2. Auto 3. Avaio 4. Fagaʻalu 5. Fagaʻitua 6. Fagaliʻi 7. Fagamalo 8. Faganeanea 9. Fagasa 10. Fagatogo 11. Failolo 12. Faleasao 13. Faleniu 14. Fatumafuti 15. Futiga 16. Iliʻili 17. Lauliʻi 18. Leloaloa | 1. Leone 2. Leusoaliʻi 3. Luma 4. Maia 5. Malaeimi 6. Malaeloa/Aitulagi 7. Malaeloa/Ituau 8. Maloata 9. Mapusagafou 10. Masausi 11. Masefau 12. Matuʻu 13. Mesepa 14. Nuʻuuli 15. Nua 16. Ofu 17. Olosega 18. Onenoa | 1. Pagai 2. Pago Pago 3. Pavaʻiaʻi 4. Poloa 5. Saʻilele 6. Seʻetaga 7. Siʻufaga 8. Sili 9. Swains (Taulaga) 10. Tafuna 11. Taputimu 12. Tula 13. Utulei 14. Utumea East 15. Utumea West 16. Vailoatai 17. Vaitogi 18. Vatia |